# Döhren (Börde)
Döhren is een plaats en voormalige gemeente in de Duitse deelstaat Saksen-Anhalt, en maakt deel uit van de Landkreis Börde.
Döhren telt 220 inwoners.